# Elison Fagundes dos Santos
Elison Fagundes dos Santos (født 21. august 1987) er en brasiliansk fodboldspiller.